# Loudon (Nou Hampshire)
Loudon és una població dels Estats Units a l'estat de Nou Hampshire. Segons el cens del 2000 tenia 4.481 habitants.

## Demografia
Segons el cens del 2000, Loudon tenia 4.481 habitants, 1.611 habitatges, i 1.256 famílies. La densitat de població era de 37 habitants per km².
Dels 1.611 habitatges en un 38,9% hi vivien nens de menys de 18 anys, en un 64,9% hi vivien parelles casades, en un 9,1% dones solteres, i en un 22% no eren unitats familiars. En el 15,2% dels habitatges hi vivien persones soles el 3,6% de les quals corresponia a persones de 65 anys o més que vivien soles. El nombre mitjà de persones vivint en cada habitatge era de 2,78 i el nombre mitjà de persones que vivien en cada família era de 3,08.
Per edats la població es repartia de la següent manera: un 27,9% tenia menys de 18 anys, un 6,2% entre 18 i 24, un 32,7% entre 25 i 44, un 24,8% de 45 a 60 i un 8,4% 65 anys o més.
L'edat mediana era de 37 anys. Per cada 100 dones de 18 o més anys hi havia 97,1 homes.
La renda mediana per habitatge era de 55.185$ i la renda mediana per família de 59.096$. Els homes tenien una renda mediana de 39.216$ mentre que les dones 25.694$. La renda per capita de la població era de 24.673$. Entorn del 4,2% de les famílies i el 6,1% de la població estaven per davall del llindar de pobresa.